# Paper Mario: Sticker Star
Paper Mario: Sticker Star (ペーパーマリオ) est un jeu vidéo développé par Intelligent Systems et édité par Nintendo, sorti sur Nintendo 3DS en 2012. Il est annoncé lors de l'E3 2010 durant la conférence de Nintendo.
Il s'agit du quatrième volet de la série Paper Mario, commencée en 2000 sur Nintendo 64. C'est également le premier épisode de la série à être conçu pour une console portable. Contrairement à Super Paper Mario qui développe avant tout l'aspect plate-formes de la série, Paper Mario: Sticker Star reprend le gameplay des deux premiers Paper Mario, en proposant des combats se déroulant au tour par tour et en reprenant leur style graphique : personnages en 2D et environnement en 3D.

## Histoire
Lors de la fête des stickers, tous les Toads, Mario et Peach se rassemblent afin de célébrer l'arrivée de la comète sticker, réalisant les vœux. Mais Bowser arrive avec son armée et touche la comète, ce qui la divise en six parties, les stickers royaux. Cinq stickers royaux se dispersent à travers le Royaume Champignon. Quant au dernier, il atterrit sur la tête de Bowser, le rendant surpuissant. Mario essaye de l'attaquer, mais il est battu. Il va donc se lancer dans une nouvelle aventure pour retrouver les stickers royaux et sauver Peach.

## Système de jeu
Lors de l'aventure, Mario peut collecter des stickers collés sur des parois ou sur le sol. Il est aussi muni d'un marteau, débloqué peu après le début du jeu, lui permettant de casser des parois. Les stickers lui seront utiles pour battre des ennemis pendant des combats. Ces combats commencent dès qu'un ennemi entre en contact avec Mario. Si Mario saute sur l'ennemi ou le frappe avec son marteau hors du combat, l'ennemi prendra des dégâts avant le combat, Mario peut aussi trouver des trucs, des objets de la vie réelle comme une paire de ciseaux ou un radiateur, qu'il pourra transformer en stickers pour les utiliser en combat. Il rencontrera aussi des personnes, qui l'aideront pendant son aventure. Contrairement aux précédents jeux Paper Mario, Mario ne peut pas gagner de niveau et augmenter ses statistiques. En revanche, les pièces gagnées en battant des ennemis sont toujours là et peuvent être utilisées pour acheter certains stickers.

## Mondes
Les mondes sont divisés en niveaux, à la façon d'un Mario classique. Il y a au total 38 niveaux. La plupart d'eux ont des portes secrètes (sauf par exemple le 4-4…).

## Accueil

### Critiques
La presse vidéoludique a réservé un accueil plutôt positif à Paper Mario : Sticker Star mais globalement plus réservé que pour les trois opus précédents. Le site Metacritic lui attribue une moyenne de 75% pour les critiques spécialisées et de 5,5/10 pour les retours des joueurs.
De manière générale, le système de combat à base de stickers reçoit un accueil mitigé : sur IGN, Cam Shea conclut son test en disant qu'il est « dommage que mettre des autocollants au cœur du jeu ne se soit pas avéré être le coup de maître que cela aurait pu facilement être » tandis que Rich Stanton écrit sur le site Eurogamer que « Fait inhabituel pour un jeu Intelligent Systems, le dosage de la difficulté est déséquilibré, avec des ennemis normaux qui sont une promenade de santé et des boss qui sont un cauchemar ». Du côté de Jeuxvideo.com, la journaliste Romendil regrette des combats « aussi frustrants qu'inutiles », jugeant que la mécanique des stickers ne suffit pas à compenser l'absence des compagnons de Mario qui jouaient un rôle stratégique dans le gameplay des précédents jeux. 
Cette dernière ajoute cependant que « une fois les contraintes acceptées, on ne peut qu'apprécier les subtilités de certaines énigmes et le renouvellement des situations proposées ». Le level design est en effet plébiscité par une partie de la presse spécialisée, comme IGN pour qui « le monde en lui-même regorge de secrets ». Cependant, certains évoquent avec un peu d'amertume une tendance à se retrouver facilement bloqué durant l'exploration, Eurogamer souligne notamment que « chaque énigme n'a qu'une seule solution possible et les différents objets sont éparpillés dans toutes sortes d'endroits incongrus dans le monde de Paper Mario ». 
Si le scénario est « vraiment trop peu développé » pour les journalistes, la plupart ont été conquis par l'humour très marqué dans les répliques et les situations. Selon Gamekult, « les amoureux de phrases joliment tournées, de double sens parfois grivois et de jeux de mots bien sentis (...) apprécieront la constance dans la qualité de l'écriture ».
Sur le plan graphique, les critiques s'accordent pour saluer la qualité de l'animation et de l'univers coloré. Si Gamekult trouve que le jeu « possède un charme visuel fou, renforcé par l'effet de relief de la 3DS », Eurogamer va encore plus loin dans son test en affirmant que « Sticker Star est si beau qu'il valide la possession d'une 3DS ». La musique jazzy est également appréciée dans l'ensemble mais Jeuxvideo.com précise en conclusion que « l'ambiance reste moins fun que celle des autres volets de la série ».

### Ventes
En 2012, le jeu s'est vendu à plus de 402 000 exemplaires au Japon. En mars 2013, il s'était écoulé 1 970 000 copies dans le monde.